# Тодор Янчев
Тодор Янчев (болг. Тодор Янчев, нар. 19 травня 1976, Казанлик) — колишній болгарський футболіст, півзахисник.
Насамперед відомий виступами за ЦСКА (Софія), а також національну збірну Болгарії.

## Клубна кар'єра
У дорослому футболі дебютував 1994 року виступами за команду клубу «Нефтохімік», в якій провів шість сезонів, взявши участь у 61 матчі чемпіонату. 
Своєю грою за цю команду привернув увагу представників тренерського штабу клубу ЦСКА (Софія), до складу якого приєднався 2000 року. Відіграв за армійців з Софії наступні п'ять сезонів своєї ігрової кар'єри. Більшість часу, проведеного у складі софійського ЦСКА, був основним гравцем команди.
Згодом з 2001 по 2007 рік грав за кордоном у складі команд клубів «Трабзонспор», «Каллітея» та «Раннерс».
2007 року повернувся до клубу ЦСКА (Софія), за який відіграв 5 сезонів. Граючи у складі софійського ЦСКА знову здебільшого виходив на поле в основному складі команди. Завершив професійну кар'єру футболіста виступами за команду ЦСКА (Софія) у 2012 році

## Виступи за збірну
1999 року дебютував в офіційних матчах у складі національної збірної Болгарії. Протягом кар'єри у національній команді, яка тривала 10 років, провів у формі головної команди країни 17 матчів.

## Досягнення
- Чемпіон Болгарії (3):

ЦСКА (Софія): 2002-03, 2004-05, 2007-08
- Володар Кубка Болгарії (1):

ЦСКА (Софія): 2010-11
- Володар Суперкубка Болгарії (2):

ЦСКА (Софія): 2008, 2011